# Tuxer Hauptkamm
Tuxer Hauptakamm – masyw górski w Alpach Wschodnich w Austrii w landzie Tyrol. Stanowi on północną elewację Alp Zillertalskich. Ma on długość ok. 40 km i szerokość do 8 km. Rozciąga się od Przełęczy Brenner na zachodzie do miejscowości Mayrhofen na wschodzie. Najwyższym szczytem jest Olperer 3476 m. Ograniczające masyw doliny wcięte są ok. 2 km niżej niż przebieg głównej grani (3000-3500 m). Od głównego masywu Alp Zillertalskich (Zillertaler Hauptkamm) oddziela go od południa głęboka przełęcz Pfitscher Joch, natomiast na północy od Tuxer Alpen oddziela go przełęcz Tuxer Joch.
Masyw zbudowany jest ze skał krystalicznych (metamorficznych) – gnejsów, granitognejsów, łupków, marmurów, kwarcytów, fyllitów, wchodzących w skład Okna Tektonicznego Taurów (płaszczowiny pennińskie).
Główne miejscowości turystyczne położone u podnóża masywu to: Mayrhofen, Tux, Finkenberg i Ginzling. Szczególnie znana jest miejscowość Hintertux (Tux), dzięki kompleksowi narciarskiemu Hintertux Gletscher w dolinie Tux (Tuxertal).